# Miklós Oláh

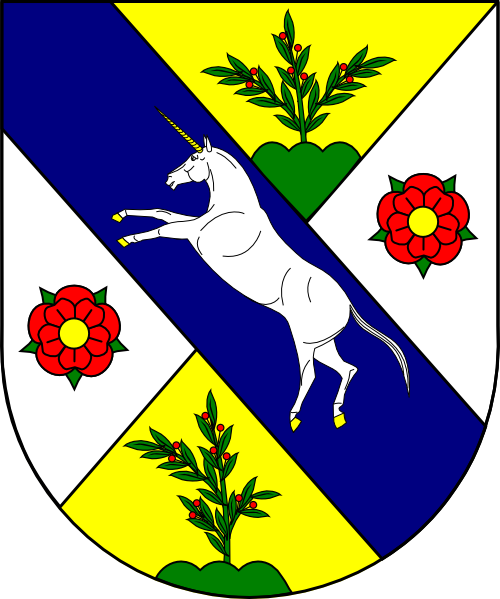
Escut d'armes de Nicolaus Olahus.

Miklós Oláh, en llatí Nicolaus Olahus, (Nagyszeben, 10 de gener de 1493 - † Bratislava, 15 de gener de 1568) fou un humanista i historiador hongarès d'origen romanès, arquebisbe d'Estrigònia del 1553 al 1568 i regent reial. Fou ell qui coronà el rei Maximilià II del Sacre Imperi Romanogermànic el 1563.

## Biografia
El pare de Miklós era un noble menor hongarès d'ascendència romanesa, Esteve Oláh, qui estava emparentat per via materna amb el rei Maties Corví d'Hongria, i de la hongaresa Bárbara Huszár. El seu pare també estava emparentat amb els voivodes romanesos de Valàquia i era el jutge reial de la ciutat transsilvana de Saxopolis el 1504, així com un dels oficials de la cambra de les mines de sal sota el regnat de Vladislau II.
Estudià a l'escola canònica de la ciutat d'Oradea des del 1505, i passà a servir el bisbe d'Oradea Segismon Thurzó, junt amb qui arribà a la cort del rei Vladislau II el 1510. A Buda Miklós treballà a la cancelleria reial hongaresa com a secretari amb el canceller Jordi Szatmári, bisbe de Pécs i posterior arquebisbe d'Estrigònia. El 1516 Miklós fou ordenat sacerdot i després de morir Szatmári, Miklós esdevingué secretari personal de Maria d'Hongria, reina consort del rei Vladislau II i germana de Ferran I del Sacre Imperi Romanogermànic.
Després que el regne hongarès fos envaït pels exèrcits otomans després de la batalla de Mohács el 1526, on Vladislau II morí, Ferran I, marit d'Anna Jagelló d'Hongria i Bohèmia, l'altra filla del rei Vladislau II, reclamà el tron i fou coronat el 1527. A partir d'aquesta època, Miklós abandonà el regne hongarès seguint la reina Maria fins als Països Baixos, vivint sobretot a Brussel·les (1531-1542). Durant aquella època Miklós fou nomenat regent d'aquestes terres, el 1543 bisbe de Zagreb, el 1548 bisbe d'Eger i des del 1553 fins a la seva mort arquebisbe d'Estrigònia, la dignitat més alta de la jerarquia eclesiàstica del regne hongarès. Com a proper aliat de Ferran I, Miklós fou canceller hongarès des del 1543, des del 1560 ispan de la província de Hont, i entre el 1562 i el 1568 regent reial hongarès.
Com a escriptor humanista, Oláh mantingué correspondència amb moltes persones il·lustrades de la seva època com Erasme de Rotterdam, amb qui compartia una gran simpatia i reconeixement. Entre les seves obres escrites en llatí més conegudes hi ha Hungaria et Athila, on narra les particularitats geogràfiques, arquitectòniques, artístiques i en general totes les seves memòries sobre el regne hongarès en temps del rei Maties Corví, Vladislau II i Lluís II, així com la història completa d'Àtila, orgullosament considerat avantpassat dels hongaresos.